# Oncousoecia
Oncousoecia is een geslacht van mosdiertjes uit de familie van de Oncousoeciidae en de orde Cyclostomatida. De wetenschappelijke naam ervan werd in 1918 voor het eerst geldig gepubliceerd door Canu.

## Soorten
- Oncousoecia abrupta Osburn, 1953
- Oncousoecia arcuata Canu & Bassler, 1928
- Oncousoecia canadensis Osburn, 1933
- Oncousoecia diastoporides (Norman, 1869)
- Oncousoecia dilatans (Johnston, 1847)
- Oncousoecia lobulata (Canu, 1918)
- Oncousoecia occulta (Harmelin, 1976)
- Oncousoecia ovoidea Osburn, 1953
- Oncousoecia polygonalis (Kluge, 1915)
- Oncousoecia repens (Wood, 1844)
- Oncousoecia viskovae Grischenko & Chernyshev, 2017

Niet geaccepteerde soort:
- Oncousoecia robusta Canu & Bassler, 1928 → Proboscina robusta Canu & Bassler, 1928